# St. Anna (Blankenhain)

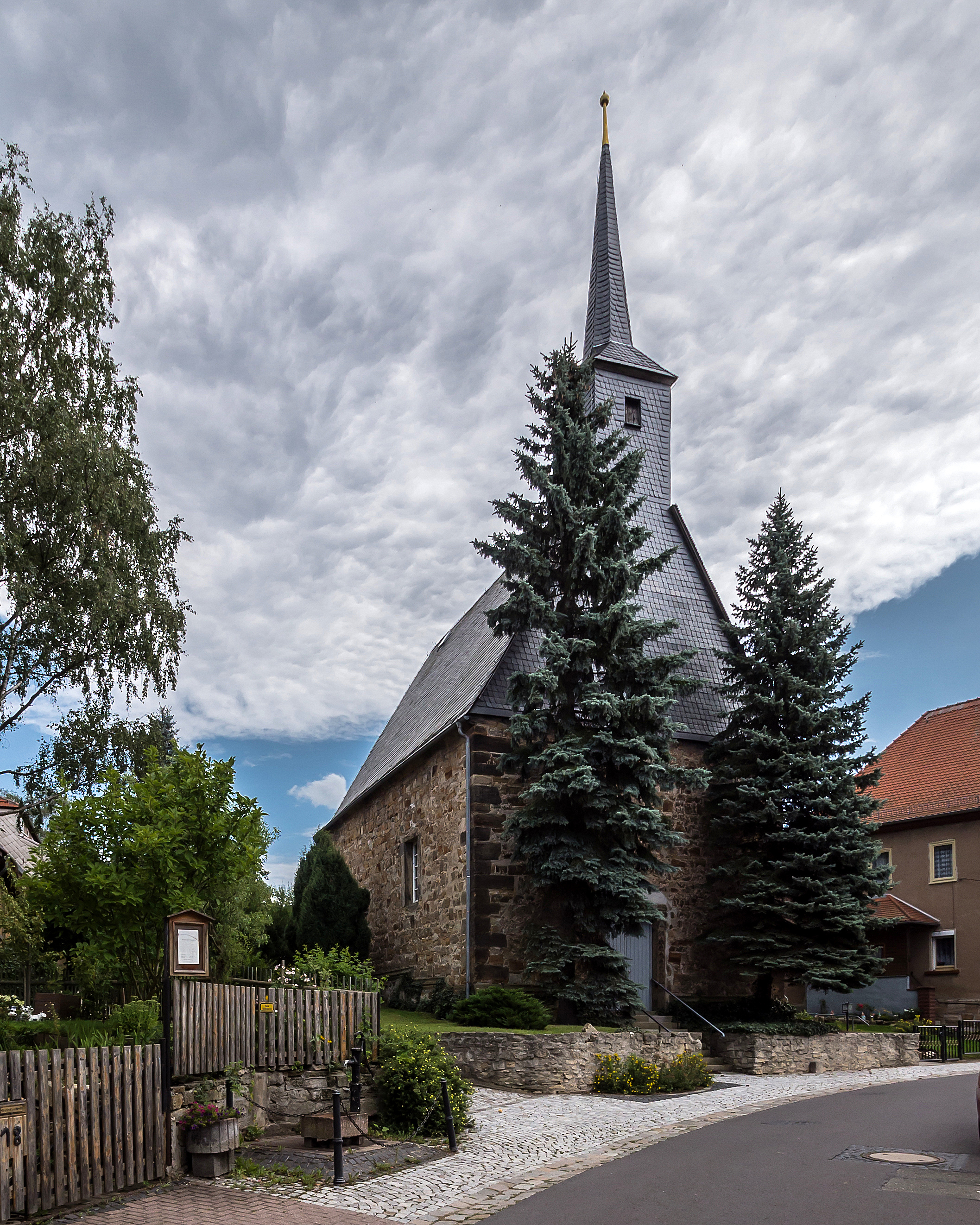
Katholische Kirche St. Anna in Blankenhain

Die römisch-katholische Filialkirche St. Anna (auch Nonnenkirche) steht in Blankenhain im thüringischen Landkreis Weimarer Land. Sie ist Filialkirche der Pfarrei Herz Jesu Weimar im Dekanat Weimar des Bistums Erfurt. Sie trägt das Patrozinium der heiligen Anna.

## Geschichte
Die Kirche wurde vermutlich um 1503 außerhalb der Stadt als Friedhofskapelle errichtet. Ab dem 17. Jahrhundert fanden im Schloss Tonnsdorf wieder katholische Gottesdienste statt, später wurden die Gottesdienste in die Schlosskapelle in Blankenhain verlegt. Seit 1819 wird Blankenhain von der Pfarrei Weimar aus betreut und nach dem Zweiten Weltkrieg wurde eine eigene Seelsorgestelle eingerichtet. Bereits seit 1816 nutzte die katholische Gemeinde die Kirche St. Anna und konnte sie 1970 käuflich erwerben. Unter dem Architekten Rudolf Brückner wurde die Kirche umgestaltet. 1992 wurde der Turmkopf renoviert, 1995 das letzte Mal umgestaltet und 2018 erhielt die Kirche innen einen neuen Weißanstrich.